# Чукмалдин, Николай Мартемьянович
Никола́й Мартемья́нович (Мартиниа́нович) Чукма́лдин (1836, Кулаково, Тобольская губерния, Россия — 1901, Берлин, Германия) — русский купец, писатель, общественный деятель, просветитель, меценат.

## Биография
Николай Чукмалдин родился в деревне Кулаково возле Тюмени в семье обрусевших татар — крестьян-старообрядцев. Его отца звали Мартемьян Потапович, а мать — Меланья Егоровна (урожд. Кисилева; 1815—1894).

Чукмалдин начинал приказчиком у купцов Решетниковых. Затем завёл собственное дело, торговал шерстью, чаем, кожей, хлебом, основал торговый дом «Т-во Чукмалдин и Глазунов»:
«Пріѣзжая изъ Москвы въ Нижегородскую ярмарку для торговли сырыми Сибирскими продуктами, я нанималъ чужую лавку, гдѣ-бы можно было жить цѣлый мѣсяцъ времени и имѣть складъ для нѣкоторыхъ сортовъ товаровъ. Спеціальностью моей тогда была торговля, главнымъ образомъ, коровьей шерстью во всѣхъ ея сортахъ и видахъ» (Н.М.Чукмалдин, «Записки о моей жизни»).
Неудачно пытался устроить ткацкую фабрику в Кулаково и спичечную фабрику в Тюмени. В начале 1860-х годов входил в демократический кружок Константина Высоцкого.
В 1870-х годах Чукмалдин переехал в Москву, где продолжил торговлю, но не забывал о Тюмени. В 1883 году стал одним из учредителей Русского гимнастического общества.
В Москве Н. М. Чукмалдин с 1874 по 1882 год состоял купцом второй гильдии, а с 1882 года — первой.
В Кулаково он построил каменное училище, каменную Никольскую церковь, общественный банк, фабрику-школу коврового производства, хлебный магазин. Помогал тюменским культурным учреждениям: Александровскому реальному училищу, Обществу попечения об учащихся. Поддерживал художника Ивана Калганова, которому помог переехать в Тюмень, а затем в Москву. Чукмалдин основал музей при реальном училище, купив коллекцию Ивана Словцова (этот музей впоследствии стал основой Тюменского областного краеведческого музея). Свою библиотеку, в которой были старинные рукописные и старопечатные книги подарил Тюмени, а храмам пожертвовал собрание старинных икон. 
Чукмалдин много печатался в провинциальных и столичных изданиях, таких как «Тобольские губернские ведомости», «Ирбитский ярмарочный листок», «Сибирская торговая газета» (Тюмень), «Екатеринбургская неделя» (затем — «Урал»), «Сибирский листок» (Тобольск), «Вестник промышленности» (Москва), «Санкт-Петербургские ведомости». Он путешествовал по России (Крым, Северный Кавказ, Закавказье, Финляндия) и за её границами (Германия, Австрия, Швейцария, Норвегия, Палестина, Египет) и оставил книги очерков о своих путешествиях.
Николай Чукмалдин умер в Берлине, куда приехал на лечение. Похоронен в Кулаково в специально сооруженном склепе при Свято-Никольском храме.
После смерти Н.М.Чукмалдина его вдова, Александра Ивановна, издала воспоминания супруга.

## Семья
Жена — Александра Ивановна Андреева (1861—после 1913). Во втором браке (в 1907 году) Александра Ивановна вышла замуж за оперного певца Владимира Георгиевича Даксергофа.
Дети:
- Надежда (1883—?), в замуж. Серикова. Ее муж — Борис Митрофанович Сериков, представитель известной купеческой фамилии, директор Центрального акционерного общества производства цемента, владелец торгового дома «Б. Сериков, Э.Рингель и А. Старостин»[9][10].
- Ольга (1884—?), в замуж. Шереметьева
- Борис (1888—?)[11]
- Николай (1889— ?). В 1908 году женился на Надежде Александровне Антоновой (1877—1947; в первом браке Фохт), в которую был в юности влюблен писатель Леонид Андреев.[12] Их дочь — актриса Татьяна Алексеевна Фохт (1900—1991)[13], внук — актер Всеволод Ларионов.

## Память
С 2010 года Тюменский государственный университет проводит научную конференцию Чукмалдинские чтения.
В том же году в Тюмени появился Бульвар Николая Чукмалдина (зелёная зона вдоль улицы 30 лет Победы между улицами Пермякова и Николая Фёдорова).
30 мая 2014 года в Тюмени в сквере по улице 30 лет Победы торжественно открылся памятник Николаю Чукмалдину.

### Список произведений
- Совм. с Высоцким К. Н. Записка о плавании по реке Туре пароходов и о направлении предполагаемой железной дороги. — Тюмень: Тип. К. Высоцкого, 1872.
- Путевые очерки Палестины и Египта. Екатеринбург, 1899.
- Записки о моей жизни. — М.: Типо-литогр. А. В. Васильева и К, 1902. — XV, 197 с. — (Сочинения Сергея Шарапова).
- Мои воспоминания: В 2 ч. М., 1902.
  - Мои воспоминания: Избранные произведения. Тюмень: СофтДизайн, 1997.